# Thomas Corneliussen
Thomas L. Corneliussen (* 16. März 1972 in Kopenhagen) ist ein dänischer Schauspieler.

## Leben
Thomas Corneliussen besuchte von 1994 bis 1997 die Staatliche Theaterschule in Kopenhagen, an der er seine Schauspielausbildung absolvierte.
Seit Ende der 1990er-Jahre wirkte er bislang in mehr als 20 Film-und-Fernsehproduktionen mit. Sein Bühnendebüt hatte er am Aarhus Teater. Später wirkte er an verschiedenen Theatern, so auch am Folketeatret, am Odense Teater oder am Königlichen Theater Kopenhagen, wo er von 1997 bis 2001 als festes Ensemblemitglied engagiert war.
Er lebt in Kopenhagen.

## Filmografie (Auswahl)
- 2000: Unit 1
- 2001: Olsenbande Junior (Olsen Banden Junior)
- 2005: Angels in Fast Motion
- 2010: Protectors – Auf Leben und Tod (Livvagterne, Fernsehserie)
- 2014: Danny's Doomsday
- 2015: Natural Disorder